# Diatoxantina
Diatoxantina é um carotenóide do grupo das xantofilas que ocorre nas dinofíceas, diatomáceas e alguns outros grupos de algas.